# Summer of Sonic
Summer of Sonic (Verano de Sonic) es una convención anual que se centra en todos los aspectos relacionados con la franquicia de Sonic the Hedgehog. El evento fue creado en el 2006 por un periodista de videojuegos y propietario de una página web fanática de Sonic, Svend Joscelyne (también conocido como "Dreadknux"). Esta web se hizo con la intención de estar disponible en línea indefinidamente, pero debido a las dificultades en febrero de 2009 con el proveedor de la página web, está actualmente indisponible.
Animado por el relativo éxito del evento inicial, Joscelyne continuó con un plan de un evento de un día que se celebra en un lugar en Londres, Inglaterra, durante el verano de 2008. Esto atrajo la atención del Mánager Comunitario de SEGA Europe, Kevin Eva- conocido como "ArchangelUK" o "AAUK" para los fanes, quien por sí mismo había estado pensando en las posibilidades para un evento así y aceptó coorganizar SoS (Summer of Sonic). Como resultado la pareja obtuvo el grado de respaldo de SEGA Europe aunque el evento está muy ligado a la comunidad en línea de Sonic (Sonic community) y los proyectos de Joscelyne y Eva, webs de fanes. The Sonic Stadium (TSS) y Sonic Wrecks.
El Summer of Sonic es oficialmente reconocido por Sega of Europe, y el éxito de la convención del 2008 ha llevado consigo una mayor presencia oficial en el 2009. Otras divisiones de Sega han expresado sus deseos de hacer su propio evento Summer of Sonic.

## Fuente Original de Información
http://en.wikipedia.org/w/index.php?title=Summer_of_Sonic
- Datos: Q7637524